# Psychotria obovalis
Psychotria obovalis är en måreväxtart som beskrevs av Achille Richard. Psychotria obovalis ingår i släktet Psychotria och familjen måreväxter. Inga underarter finns listade i Catalogue of Life.